# Aoi Yoru Complete Edition
Aoi Yoru 完全版 1993.12.30 Tokyo Dome 2Days Live è un DVD degli X Japan pubblicato il 25 luglio 2007. Contiene il concerto del 30 dicembre 1994 tenutosi al Tokyo Dome.

## Tracce
1. Amethyst (SE) - 6:22 (YOSHIKI)
2. X - 5:54 (Hitomi Shiratori - YOSHIKI)
3. JOKER - 8:55 (HIDE - HIDE)
4. DAHLIA - 8:16 (YOSHIKI - YOSHIKI)
5. SCARS on melody - 7:56 (YOSHIKI - YOSHIKI)
6. WEEK END - 6:02 (YOSHIKI - YOSHIKI)
7. Standing Sex - 6:03 (YOSHIKI)
8. HEATH solo - 15:15 (HEATH)
9. YOSHIKI drum solo - 15:22 (YOSHIKI)
10. HIDEの部屋 with PATA - 14:32 (HIDE)
11. Say Anything featuring TOSHI - 9:06 (YOSHIKI - YOSHIKI)
12. ROSE OF PAIN featuring TOSHI, HIDE, PATA- 6:28 - (YOSHIKI - YOSHIKI)
13. YOSHIKI piano solo - 12:23 (YOSHIKI)
14. 紅 - 11:08 (YOSHIKI - YOSHIKI)
15. Endless Rain - 17:43 (YOSHIKI - YOSHIKI)
16. CELEBRATION - 6:26 (HIDE - HIDE)
17. オルガスム - 23:31 (Hitomi Shiratori - YOSHIKI)
18. Rusty Nail (X Japan)|Rusty Nail - 11:34 (YOSHIKI - YOSHIKI)
19. Longing～跡切れたmelody～ - 9:31 (YOSHIKI - YOSHIKI)
20. Tears (SE) - 10:21 (YOSHIKI - YOSHIKI)
21. Say Anything (SE) - 10:31 (YOSHIKI - YOSHIKI)

## Formazione
- Toshi - voce
- HEATH - basso
- PATA - chitarra
- Hide - chitarra
- Yoshiki - batteria & pianoforte